# コーマ糸
コーマ糸（コーマし、combed yarn）は、綿糸紡績工程の混打綿、梳綿に続く精梳綿工程で繊維をくしけずり、短い繊維を徹底的に取り除いて、繊維の平行度をよくした糸。
通常、40番手以上の細番手の綿糸はコーマ糸である。